# O'Hara as a Guardian Angel
O'Hara as a Guardian Angel è un cortometraggio muto del 1913 diretto e interpretato da Van Dyke Brooke su un soggetto di W.A. Tremayne.

## Produzione
Il film fu prodotto dalla Vitagraph Company of America.

## Distribuzione
Distribuito dalla General Film Company, il film - un cortometraggio in una bobina - uscì nelle sale cinematografiche statunitensi il 14 luglio 1913.